# Puerta de Carmona (Sevilla)

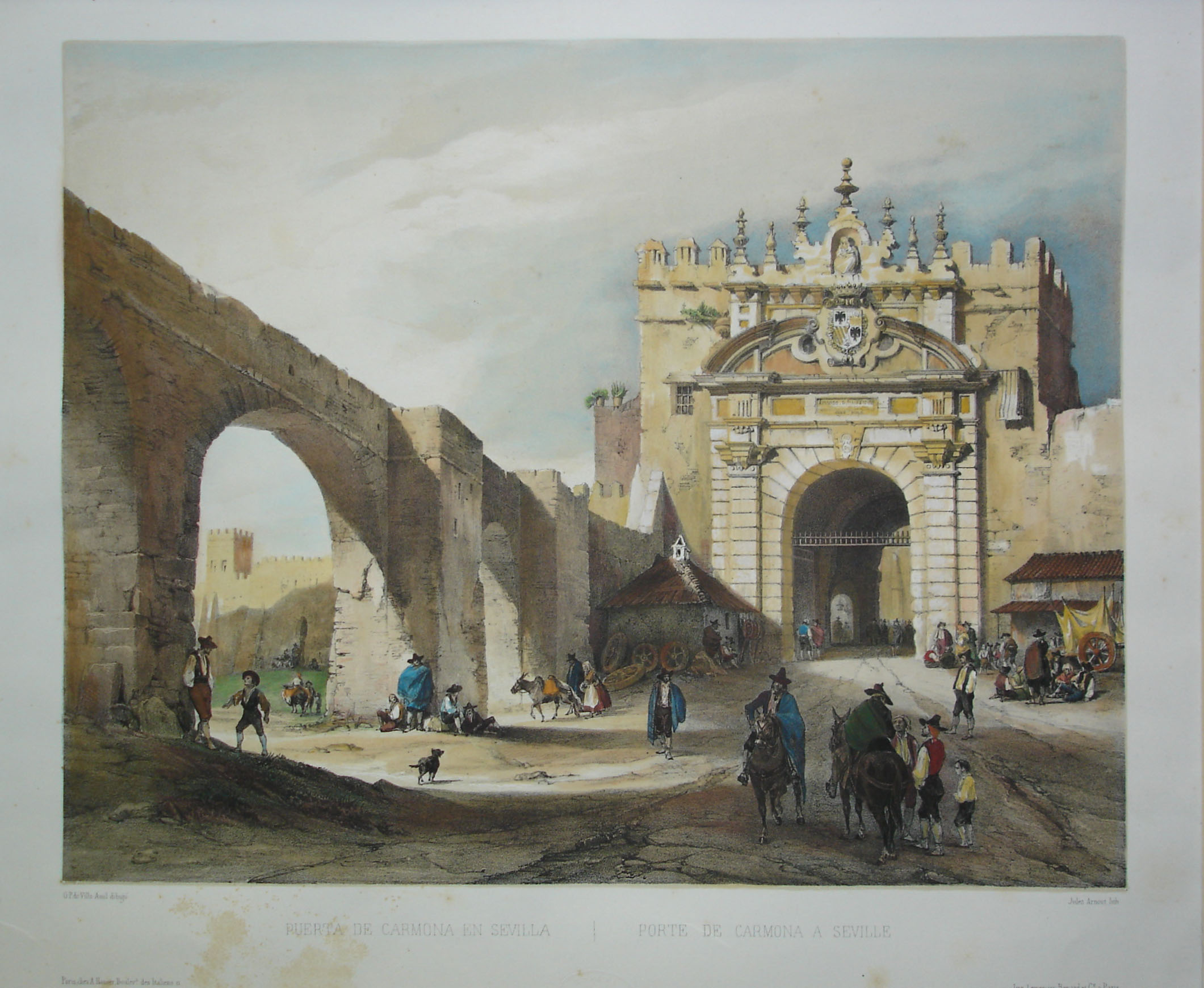
Litografía de la Puerta de Carmona hacia 1840, según dibujo de Jenaro Pérez Villaamil

La Puerta de Carmona (Sevilla) era una de las antiguas puertas de la muralla de la ciudad de Sevilla, Andalucía, España. El lugar en el que se situaba se encuentra en la actual Ronda Histórica y continúa presente en el callejero de la ciudad como calle Puerta de Carmona.

## Historia

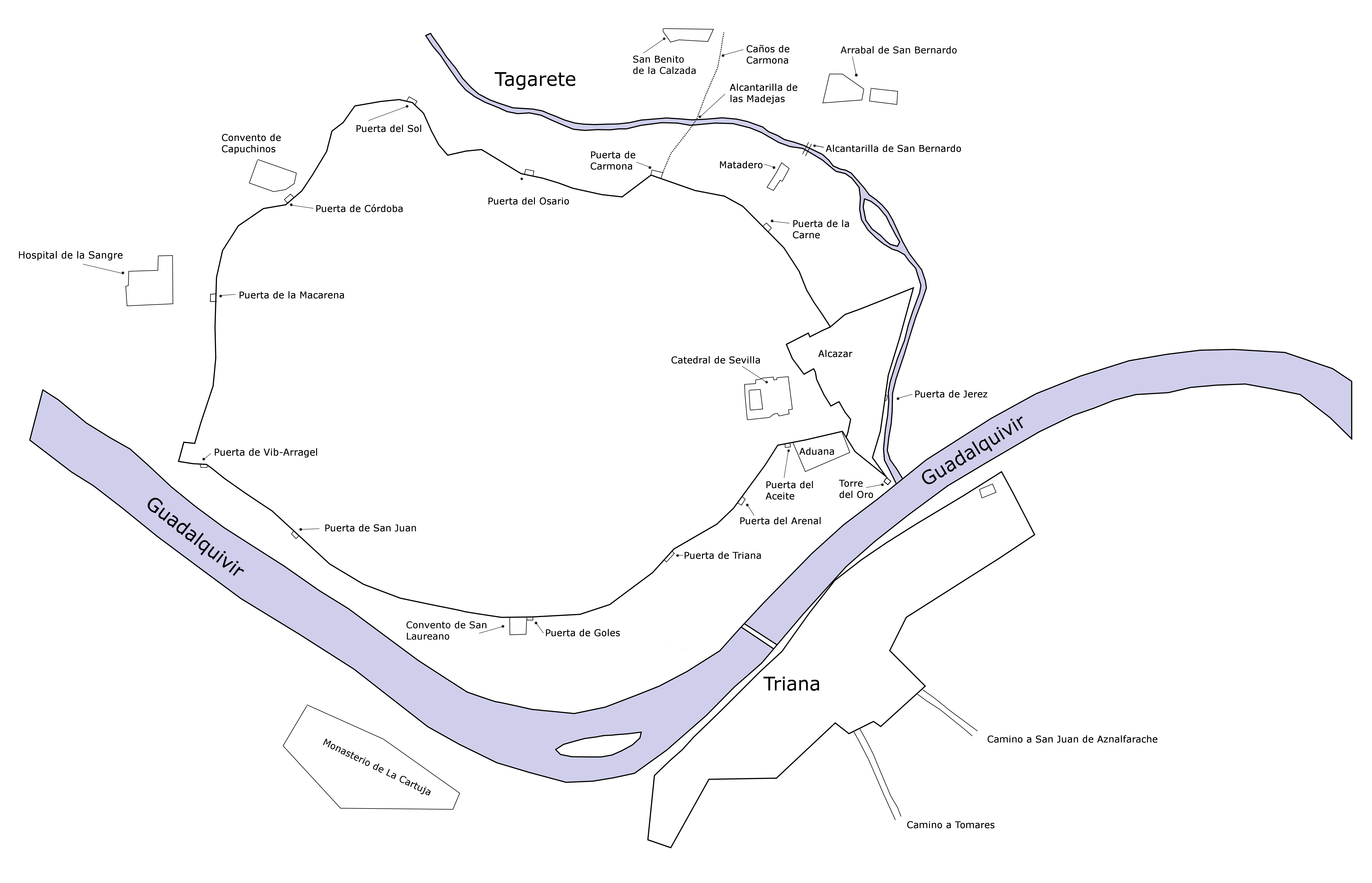
Mapa de Sevilla en el siglo XVI en el que se señala la ubicación de la Puerta de Carmona entre la Puerta de la Carne y la Puerta Osario.

Se cree que ya existía en la época romana, aunque otros historiadores le otorgan un origen Almorávide. Recibe su nombre por ser el lugar de donde partía el antiguo camino que enlazaba Sevilla con Carmona, en sus proximidades se encontraba un depósito de agua en el que desembocaba el acueducto conocido como Caños de Carmona que transportaba agua desde el manantial de Santa Lucía, ubicado en el municipio de Alcalá de Guadaíra, hasta Sevilla.
A través de esta puerta entraban en la ciudad numerosos alimentos, principalmente pan, trigo, vino y hortalizas procedentes de la comarca de Los Alcores. Fue reconstruida en 1578, en el periodo en que fue asistente de Sevilla Francisco Zapata y Cisneros (Conde de Barajas), según proyecto de Asensio de Maeda que la diseñó en estilo renacentista.
Fue derribada en el año 1868, simultáneamente con otras puertas de la ciudad como la Puerta Osario.

## Inscripciones
Félix González de León recoge en Noticia histórica del origen de los nombres de las calles de esta ciudad de Sevilla (1839) el texto de las inscripciones que figuraban en sendas lápidas colocadas en la cara interior y exterior de la puerta de Carmona, traducidas del latín.

Por decreto del ilustrísimo Ayuntamiento de Sevilla en el muy feliz gobierno de don Francisco Zapata, conde de Barajas y mayordomo del rey, se renovó esta puerta con una obra y costo magnifico. Año de nuestra redención de 1578.

Al señor don Francisco Zapata, preclarísimo conde de Barajas, mayordomo del rey don Felipe nuestro señor, el senado y pueblo de Sevilla le puso este elogio, por la egregia industria y providencia con que edificó muy adornadas algunas puertas de esta ciudad, reparó los muros y quitadas alguna, aumentó arboledas y alamedas amenísimas, a la comodidad y delicia pública, en el año de nuestra salud de 1578.